# 川崎市とどろきアリーナ
川崎市とどろきアリーナ（かわさきしとどろきアリーナ）は、神奈川県川崎市中原区の等々力緑地内にある体育館。屋内競技の他、イベント等にも使用できる多目的ホールである。施設は川崎市が所有し、川崎市スポーツ協会・三井物産ファシリティーズ共同事業体（公益財団法人川崎市スポーツ協会、三井物産ファシリティーズ株式会社による共同事業体）が指定管理者として運営管理を行っている。
命名権導入により、2025年6月1日から『東急ドレッセとどろきアリーナ』の愛称が使用されている（詳細後述）。

## 歴史
生涯スポーツの振興と市民文化の向上を推進する目的で1995年にオープンした。施設はメインアリーナとサブアリーナに分かれている。
メインアリーナではスポーツ、音楽などあらゆる用途に利用されており、国際大会や展示会、博覧会などの大規模なイベントを行った実績がある。
サブアリーナはメインアリーナの練習会場として使用されることもあるが、中原区のスポーツセンターとしての役割も有するため、スポーツデーやスポーツ教室を実施しており、個人や団体でのスポーツ活動の拠点にもなっている。またトレーニングルームもあり市民の健康増進の一翼を担っている。
2011年の東日本大震災による被災者を川崎市が受け入れることとなったため、同年3月から7月末までの間、一時避難所として最大112人の被災者の受入れを行った。

### 命名権
2025年5月29日、東京都渋谷区に本社を置く東急株式会社との間でネーミングライツ契約を締結。愛称を東急が手掛ける分譲マンションブランド『DRESSER（ドレッセ）』を冠した『東急ドレッセとどろきアリーナ』とすることが発表された。契約料は年間1500万円で、期間は2025年6月1日から2028年8月31日までの3年3ヶ月である。

## 施設

### メインアリーナ
- 広さ：2,872m²（タテ53.6m×ヨコ53.6m）
- 競技ごとの目安
  - バレーボール4面
  - バスケットボール2面
  - バドミントン10面
  - ハンドボール2面
  - フットサル2面
- 天井高さ：20m
- 観客席：6,500席（最大）
  - 1階:3,500席（移動席）
  - 2階:1,600席（固定席）
  - 3階:1,400席（固定席）
- 床材質：木質
- 付帯室等：役員室2、選手控室4、楽屋3、ロッカー・シャワールーム、トイレ
- 付帯設備：大型映像装置4m×5m（1面）、照明設備、音響設備、移動舞台、吊物機構、エレベーター（11人乗り）、冷暖房設備

### サブアリーナ
- 広さ：1,525m²（タテ29m×ヨコ47m）半面の分割利用も可
- 競技ごとの目安
  - バドミントン6面
  - バレーボール3面
  - バスケットボール2面
  - 卓球40台
- 天井高さ：12m
- 観客席：340席
- 床材質：木質（カナディアンメープル）
- 付帯室等：トレーニングルーム、体育室、研修室、プレイルーム、スポーツサウナ、ギャラリー（4階）、トイレ、冷暖房設備

## 主な行事
- 各種スポーツの国際試合
  - 1998年バレーボール世界選手権のPool E の試合会場となる。
  - ワールドグランプリ2004の予選ラウンドCグループの日本戦の会場となった。
- 天皇杯・皇后杯全日本バレーボール選手権大会（2007年度-、2007・08年度は決勝ラウンドで使用）
- 全日本バレーボール小学生大会（東京体育館改修工事の12年・18・19年大会はメイン会場）
- 川崎市ホームタウンスポーツ推進パートナーのホームゲーム
  - 川崎ブレイブサンダース（男子バスケットボール・Bリーグ）
  - 富士通レッドウェーブ （女子バスケットボール・Wリーグ）
  - NECレッドロケッツ（女子バレーボール・Vリーグ）
- 成人式 ‐ 成人の日に川崎市在住の新成人を対象に
- ロボフェスタ神奈川2001川崎会場（2001年9月8日 - 16日）
  - ロボフェスタ神奈川2001プレ大会（2000年11月4 - 5日）
- ボクシング
  - 畑山隆則 vs オッキー・アビ・バクリン（1996年9月21日／OPBFスーパーフェザー級タイトルマッチ）
  - 黒田雅之 vs 佐野友樹（2011年8月16日／日本ライトフライ級タイトルマッチ）
  - ファン・カルロス・レベコ vs 黒田雅之（2013年2月27日／WBA世界フライ級タイトルマッチ）
- プロレス
  - 新日本プロレス（多摩川を挟んで道場を構えていることもあり、1995年に興行を打った）
  - プロレスリングHEAT-UP（2016年10月31日）
  - スターダム（2021年11月3日）

## 交通
東日本旅客鉄道（JR東日本）南武線武蔵中原駅、東急東横線・東急目黒線新丸子駅からそれぞれ徒歩15分程度。
なお、多摩川の対岸にある東急大井町線等々力駅は、アリーナの最寄駅ではない。また、等々力駅とアリーナを直接連絡する交通機関はない。